# Gran Parma Rugby 2003-2004

## Super 10 2003-04

### Stagione regolare
| Incontro                | Andata | Ritorno |
| ----------------------- | ------ | ------- |
| Parma — Gran Parma      | 27-21  | 17-33   |
| Gran Parma — Viadana    | 22-15  | 29-37   |
| Calvisano — Gran Parma  | 34-6   | 31-21   |
| Gran Parma — L’Aquila   | 18-24  | 27-32   |
| Rugby Roma — Gran Parma | 17-21  | 16-27   |
| Rovigo — Gran Parma     | 32-19  | 16-18   |
| Gran Parma — Leonessa   | 12-12  | 13-20   |
| Benetton — Gran Parma   | 41-24  | 53-29   |
| Gran Parma — Petrarca   | 44-10  | 34-16   |

#### Risultati della stagione regolare
| Posizione | G  | V | N | P  | PF  | PS  | DP  | B  | Pt |
| --------- | -- | - | - | -- | --- | --- | --- | -- | -- |
| 7ª        | 18 | 7 | 1 | 10 | 418 | 450 | -32 | 10 | 40 |

## Coppa Italia 2003-04

### Prima fase
| Incontro               | Andata | Ritorno |
| ---------------------- | ------ | ------- |
| Viadana — Gran Parma   | 35-21  | 35-28   |
| Gran Parma — Leonessa  | 40-7   | 31-37   |
| Rovigo — Gran Parma    | 17-29  | 27-28   |
| Gran Parma — Calvisano | 29-28  | 17-17   |

#### Risultati della prima fase
| Posizione | G | V | N | P | PF  | PS  | DP  | B | Pt |
| --------- | - | - | - | - | --- | --- | --- | - | -- |
| 3ª        | 8 | 4 | 1 | 3 | 223 | 198 | +25 | 6 | 24 |

## European Challenge Cup 2003-04

### Turno preliminare
| Incontro              | Andata | Ritorno |
| --------------------- | ------ | ------- |
| Gran Parma — Grenoble | 10-35  | 6-41    |

## European Shield 2003-04

### Ottavi di finale
| Incontro               | Andata | Ritorno |
| ---------------------- | ------ | ------- |
| Gran Parma — Rotherham | 41-33  | 17-42   |

## Verdetti
- Gran Parma qualificato all'European Challenge Cup 2004-05.